# Palpomyia albipennis
Palpomyia albipennis är en tvåvingeart som beskrevs av Jean-Jacques Kieffer 1901. Palpomyia albipennis ingår i släktet Palpomyia och familjen svidknott. Inga underarter finns listade i Catalogue of Life.